# Daffodils (musikgrupp)
The Daffodils var ett svenskt pop- och rockband som bildades i Älmhult, Småland i slutet av 1980-talet. Bandet influerades av 1960-talsrock som The Byrds, The Beatles och Creedence Clearwater Revival, samt 70- och 80-talets powerpop.
Bandet släppte sex singlar och två album under sin karriär. Det första albumet, Evergreen, kom 1991 på skivbolaget BMG under etiketten RCA och fick genomgående mycket bra kritik.
I en recension jämförde Kvällspostens mest kände rockkritiker på den tiden, Olle Berggren, singeln "Saving My Tears" från debutalbumet med engelska gruppen World Party. 
Även det andra albumet Honey, som 1995 släpptes av skivbolaget Hot Stuff, möttes av många lovord i pressen.
Bandet upplöstes 1997. Sammen med medlemmar från The Creeps, bildade medlemmar från The Daffodils americana-bandet Deeptone.

## Medlemmar
Senaste medlemmar
- Hans Nilsson – sång (1986–1997)
- Dino Viscovi – gitarr, sång (1986–1997)
- Stefan Nilsson – basgitarr (1986–1997)
- Per-Håkan Andersson – gitarr (1986–1997)
- Bengt Johnson – trummor (1993–1997)

Tidigare medlemmar
- Nicklas Johansson – trummor (1986–1988)
- Lasse Olofsson – trummor (1988–1991)
- Ante Levén – trummor (1991–1993)

## Diskografi
Studioalbum
- Evergreen (1991)
- Honey (1995)

EP
- Words of Sorrow - On the Road - In My Dreams (1988)
- Saving My Tears (1991)[3]
- Dream (1994)

Singlar
- "Saving My Tears" / "I Think That I'm In Love" (1991)[4]
- "My Kind Of Girl" / "Into The Fire Of Love" (1991)
- "She Makes Me Feel Better" / "I Don't Need You" (1995)
- "All I Have To Do" / "I Don't Need You" (1996)